# Burgui (piłkarz)
Jorge Franco Alviz (ur. 29 października 1993 w Burguillos del Cerro) – hiszpański piłkarz występujący na pozycji pomocnika w Deportivo Alavés.